# Branko Vukelić
Branko Vukelić, hrvaški politik, * 9. marec 1958, Karlovec, † 3. maj 2013, Karlovec.
V letih 2002–2008 je bil minister za gospodarstvo, delo in podjetništvo Republike Hrvaške, potem pa do decembra 2010 minister za obrambo Republike Hrvaške.